# Mamyr Staš
Mamyr Basam Staš (in russo Мамыр Басам Сташ?; Majkop, 4 maggio 1993) è un ciclista su strada e pistard russo, attivo in formazioni UCI dal 2013 al 2022.

## Palmarès

### Strada
- 2013 (Helicopters, tre vittorie)

5ª tappa Grand Prix of Adygeya (Gaverdovskij > Gaverdovskij)
3ª tappa Friendship People North-Caucasus Stage Race (Mosca > Mosca)
11ª tappa Friendship People North-Caucasus Stage Race (Mosca > Mosca)
- 2014 (Itera-Katusha, tre vittorie)

Central European Tour Szerencs-Ibrány
1ª tappa Tour of Kavkaz (Majkop > Majkop)
3ª tappa Tour of Kavkaz (Majkop > Majkop)
- 2017 (Lokosphinx, una vittoria)

4ª tappa Flèche du Sud (Mondorf-les-Bains > Roeser)
- 2018 (Lokosphinx, una vittoria)

3ª tappa Wyścig Solidarności i Olimpijczyków (Jasło > Stalowa Wola)
- 2020 (Spor Toto Cycling Team, una vittoria)

Grand Prix Gazipaşa
- 2022 (Cycling Sport Club Olymp, una vittoria)

GP Manavgat

#### Altri successi
- 2014 (Itera-Katusha)

Classifica a punti Tour of Kavkaz
- 2019 (Gazprom-RusVelo)

3ª tappa, 2ª semitappa Vuelta Ciclista Internacional a Costa Rica (Parrita > Jacó, cronosquadre)
- 2024 (Minsk Cycling Club)

2ª tappa Ladoga’s Gold
2ª tappa Tour of Russia
Classifica generale Tour of Russia

### Pista
- 2017

Campionati russi, Corsa a punti
Campionati russi, Inseguimento a squadre (con Sergej Šilov, Dmitrij Sokolov e Aleksandr Evtušenko)
Campionati russi, Omnium

## Piazzamenti

### Competizioni mondiali
- Campionati del mondo su strada

Richmond 2015 - In linea Under-23: 111º
- Campionati del mondo su pista

Apeldoorn 2018 - Inseguimento a squadre: 7º
Apeldoorn 2018 - Omnium: 16º

### Competizioni europee
- Campionati europei su strada

Goes 2012 - In linea Under-23: ritirato
Tartu 2015 - In linea Under-23: 2º
Alkmaar 2019 - In linea Elite: ritirato
- Campionati europei su pista

Berlino 2017 - Inseguimento a squadre: 3º
Berlino 2017 - Omnium: 15º
Glasgow 2018 - Omnium: 14º